# Tetrapyrgos peullensis
Tetrapyrgos peullensis är en svampart som först beskrevs av Rolf Singer, och fick sitt nu gällande namn av E. Horak 1987. Tetrapyrgos peullensis ingår i släktet Tetrapyrgos och familjen Marasmiaceae.   Inga underarter finns listade i Catalogue of Life.